# Laxå (comuna)
Laxå (em sueco: Laxå kommun;  PRONÚNCIA) é uma comuna da Suécia localizada no condado de Örebro. Sua capital é a cidade de Laxå. Possui 602 quilômetros quadrados e segundo censo de 2018, havia 5 637 habitantes.